# نیو بادن (تگزاس)
نیو بادن (به انگلیسی: New Baden) یک منطقهٔ مسکونی در ایالات متحده آمریکا است که در شهرستان رابرتسون، تگزاس واقع شده‌است. نیو بادن ۱۳۰٫۱۵ متر بالاتر از سطح دریا واقع شده‌است.